# Torrent de l'Aigua
El Torrent de l'Aigua és un afluent per l'esquerra del Torrent Forcat que transcorre íntegrament pel terme municipal de Gòsol, al Berguedà.

## Xarxa hidrogràfica
Aquest torrent no té cap afluent.